# تشريح غراي الموسم الثاني
بدأ بث الموسم الثاني من الدراما الطبية الأمريكية الشهيرة تشريح جراي في الولايات المتحدة على هيئة الإذاعة الأمريكية (ABC) في 25 سبتمبر عام 2005، في
حين صدرت الحلقة الأخيرة من الموسم في 15 مايو عام 2006. المسلسل من إنتاج تاتش ستون، بالمساهمة مع شركة إنتاج شوندا رايمز وشركة مارك جوردن للإنتاج، في حين كان عارض المسلسل (المنتج الرئيسي لمسلسل تلفزيوني) شركة إنتاج شوندا رايمز. استمر الممثلون إلين بومبيو بدور د.ميريديث غراي، ساندرا أوه بدور د.كريستينا يانغ، كاثرين هيغل بدور د.إيزي ستيفنز، جستين تشامبرس بدور د.أليكس كاري، تي آر نايت بدور د.جورج أومالي في لعب نفس الأدوار ك أطباء جراحين متدربين في مستشفى سياتل غرايس. كما عاد طاقم عمل الموسم الماضي والمتمثل في شاندرا ويلسن بدور، د.ميراندا بايلي، جيمس بيكينز جونير بدور د.ريتشارد ويبر، أيزيا واشنطن بدور د.بريستون بيرك، باتريك ديمبسي بدور د.ديريك شيبرد، كما عادت أيضاً الممثلة كايت والش للموسم الثاني بدور أديسون مونتغيمري، والتي تمت ترقيتها لتصبح نجمة أساسية في الموسم الثاني، بعد ظهورها في سبع حلقات كضيفة شرف مميزة.
واصل الموسم الثاني التركيز على حياة الخمس متدربين الشباب وهم يحاولون الموازنة بين تحديات حياتهم المهنية التنافسية الجديدة والصعوبات التي تحدد حياتهم الشخصية. تقع أحداث المسلسل في مستشفى سياتل غريس الخيالي، الواقع في مدينة سياتل، واشنطن. قدم الموسم الثاني منظوراً تفصيلياً لخلفية كل شخصية، مع التركيز على على قراراتهم المتخذة ونتائجها المترتبة على حياتهم المهنية، على عكس الموسم الأول والذي ركز بشكل أساسي على التأثيرات غير المتوقعة للشخصيات الرئيسية في المجال الجراحي. تم تقديم قصص جديدة على مدار الموسم الثاني، بما في ذلك مثلث الحب بين ميريديث جراي وديريك شيبرد وأديسون مونتغمري، والذي كان الحدث الرئيسي لهذا الموسم. كما تطورت قصة علاقة ايزي ستيفنز بالمريض ديني دوكيت بشكل كبير، مما أدى إلى إشادة عالية من النقاد واستجابة إيجابية من المعجبين.
استمر عرض الموسم الثاني في نفس توقيت عرض الموسم الأول، مستحوذاً بذلك على توقيت عرض مسلسل بوسطن ليغال في الساعة 10:00 مساءً من كل أحد، بحيث يتم بثه بعض العرض الرئيسي الناجح لشبكة أي بي سي «ربات بيوت يائسات». تكون الموسم الثاني من 27 حلقة، أربعة منها كانت تخص الموسم الأول في الأصل لكن تم عرضها في الموسم الثاني لإضافة بعض المشاهد والأحداث، تم بث مقطعين بالإضافة للحلقات العادية، يعرضان ملخص للأحداث الواقعة في الموسم السابق، والحلقتان يعرضان من منظور القصة التي يرويها النادل جو (ستيفن دبليو بيلي). تم بث حلقة  «مباشرة إلى القلب» قبل أسبوع واحد من انتهاء فترة العطلة الشتوية، لتلخص أكثر الأحداث التي لا تنسى في الموسم الأول والنصف الأول من الثاني. وبثت حلقة «تحت الضغط» قبل الحلقة الثالثة والعشرون.كان من المتصور أن خاتمة الموسم ستتكون من قصة ذات ثلاث-حبكات، وهي الفكرة الأولى من نوعها في المسلسل، وكان من المقرر بثها على ليلتين متتاليتين.
انتهى الموسم الثاني من العرض بإجمالي 21.07 مليون مشاهدة، وتقييم 6.9 للفئة العمرية 18-49.تلقى الموسم إشادة كبيرة من النقاد، حيث اتفق معظمهم أن هناك تحسن كبير في أحداث القصة. شهد الموسم الثاني حصول العديد من أعضاء فريق التمثيل وطاقم العمل على جوائز وترشيحات في احتفالات كثيرة مثل حفل توزيع جوائز إيمي برايم تايم الثامن والخمسون، حفل توزيع جوائز الغولدن غلوب الرابع والستون. كانت كاثرين هيغل وشاندرا ويلسن أكثر أعضاء فريق التمثيل ترشيحاً للجوائز عن دوري ايزي ستيفنز وميراندا بيلي. تم اختيار الموسم الثاني ضمن أفضل 10 في قوائم «أفضل البرامج التلفزيونية» لعام 2006، ومن تلك الصحف، صحيفة يو إس إيه توداي، صحيفة سان خوسيه ميركوري نيوز، صحيفة تي في غايد، وصحيفة أورلاندو سينتينيل.

## الممثلين والشخصيات

### الضيوف المميزين
- سارة أوترباك بدور أوليفيا هاربر
- كالي روشا بدور سيدني هيرون
- تساي تشين بدور هيلين يانغ
- جيف بيري بدور تاتشر غراي
- ماري ويننغهام بدور سوسان غراي
- لوري ميتكاف بدور بياتريس كارفر
- تيسا طومسون بدور كاميل ترافيس
- مونيكا كينا بدور بوني كراسنوف
- كرستينا ريتشي بدور هانا دافيس
- ماندي سيغ فرايد بدور موللي غراي
- كايل تشاندلر بدور ديلان يونغ
- إيريك دين بدور د.مارك سلون

### ظهور متكرر
- كيت بورتون بدور إليس غراي
- سارا راميريز بدور كالي توريس
- بروك سميث بدور إريكا هان
- ستيفن و. بايلي بدور جو (السّاقي).
- كريس أودونيل بدور فين داندريدج
- جيفري دين مورغان بدور ديني دوكيت
- لوريتا ديفين بدور أديل ويبر

### الممثلين الأساسيين
- إلين بومبيو بدور د.ميريديث غراي
- ساندرا أوه بدور د.كريستينا يانغ
- كاثرين هيغل بدور د.إيزي ستيفنز
- جستين تشامبرس بدور د.أليكس كاريف
- تي آر نايت بدور د.جورج أومالي
- شاندرا ويلسن بدور د.ميراندا بايلي
- جيمس بيكينز جونير بدور د.ريتشارد ويبر
- أيزيا واشنطن بدور د.بريستون بيرك
- باتريك ديمبسي بدور د.ديريك شيبرد
- كايت والش بدور د.أديسون مونتغمري

## الإنتاج

### طاقم العمل

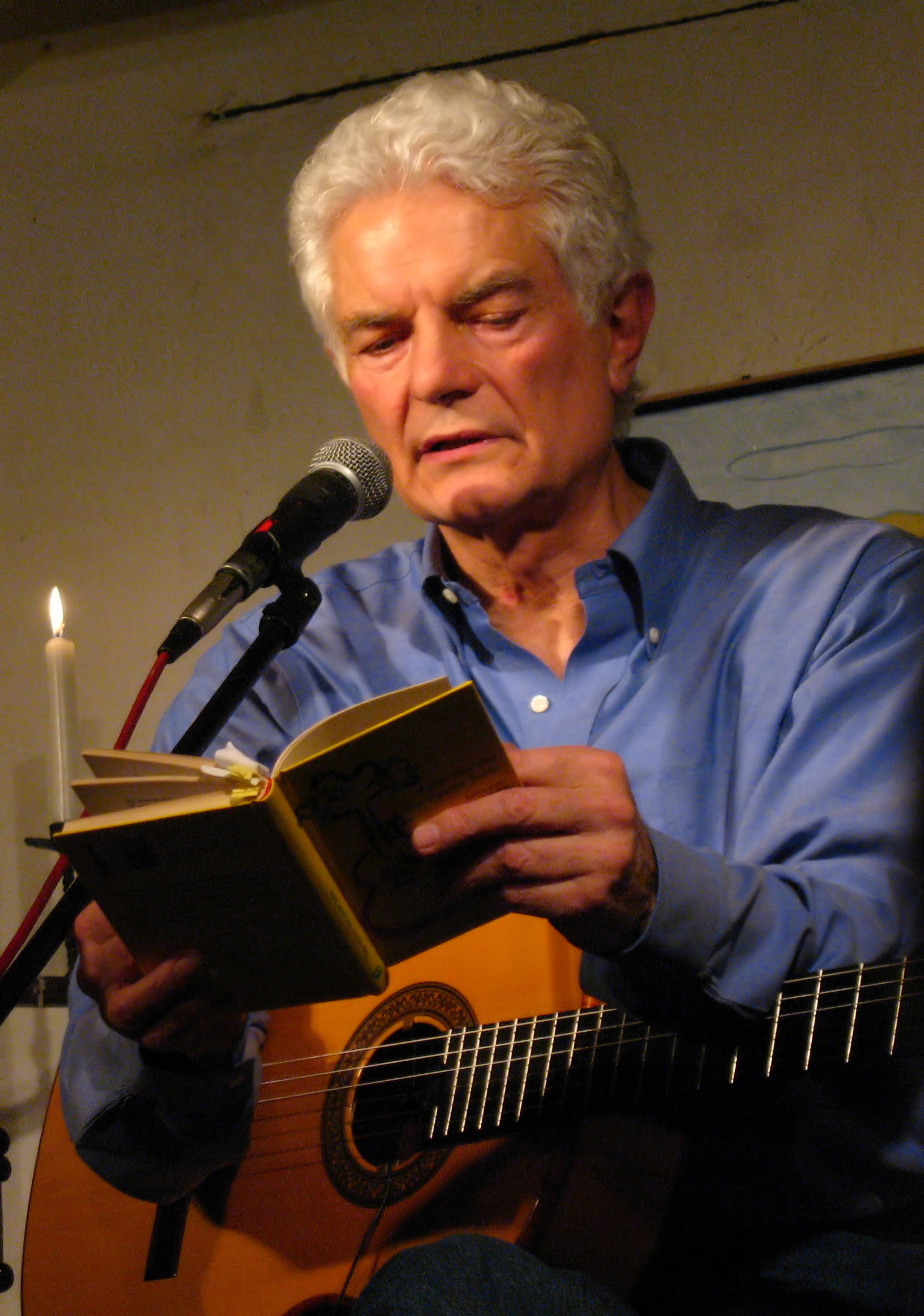
عمل بيتر هورتون كأحد المنتجين التنفيذيين للموسم الثاني، كما قام أيضاً بإخراج خمس حلقات.

بُث الموسم الثاني علي شبكة أي بي سي الأمريكية، والمسلسل من إنتاج تاتش ستون، بالمساهمة مع شركة إنتاج شوندا رايمز وشركة  مارك غوردن للإنتاج، في حين كان عارض المسلسل (المنتج الرئيسي لمسلسل تلفزيوني) شركة شوندالاند للإنتاج السينمائي، كما أستمرت شوندا في كتابة بعض حلقات من المسلسل كواحدة من أبرز أعضاء كتابة العمل. أكمل كل من: بيتيس بيرز، مارك غوردن، مارك ويلدينج، وروب كورن عملهم كـ منتجين تنفيذيين للعمل، بالإضافة لكل من كريستال فيرنوف،  جيمس د. باريوت، وبيتر هورتون، الذين شَغلوا هذا المنصب منذ بداية المسلسل. غادر باريوت، والذي عمل أيضاً ككاتب، المسلسل في ختام الموسم. واصل جوان راتير وتوني فيلان العمل كـ منتجين تنفيذيين مساعدين، بالإضافة لتولي رايتر منصب منتجاً إشرافياً للموسم. عادت ستايسي ماكي والتي سيتم ترقيتها إلى منتجة تنفيذية مشاركة في الموسم الثالث، للعمل في المسلسل كمنتجة وعضوة في فريق الكتابة، في حين عاد ريمس للموسم الثاني كـ كاتب عن خمسة حلقات فقط. وكان من أبرز أعضاء طاقم كتابة الموسم: جيمس د. باريوت وكريستال فيرنوف وفيلين ورايتر ومارك ويلدينج وميمي شيمير، حيث كتب باريوت وفيلين ورايتر ويلدينغ وكلاك حلقتين بينما قامت شيمير بإنتاج السيناريو لـ ثلاث حلقات. عمل كل من جابريال ستانتون وهاري ويسكر مان على كتابة حلقتين معاً، بعد أن تشاركوا في كتابة حلقة واحدة في الموسم السابق.
تضمن الموسم الثانى حلقة واحد من تأليف زوان كلاك، والذي أصبح واحداً من كتاب العمل الأساسيين بالإضافة لعمله كـ منتج تنفيذي ومشرف محرر على القصص. أيضاً من ضمن الكتاب الآخرين كيب كوينج، بليث روب، وإليزابيث كلافيتر.عاد المنتج التنفيذي بيتر هورتون إلى المسلسل ليخرج خمس حلقات للموسم الثاني، بعد كتابته لحلقتين في نفس الموسم. كما أخرج روب كورن حلقتين، بينما كتب آدم ديفيدسون ثلاث حلقات، وآخرها في المسلسل كله. ومن بين المديرين الآخرين: ويندي ستانزلر، مارك تينكر، جيف ميلمان، وجيسيكا يو، ليزلي لينكا غلاتر، مايكل دينر، دان مويناهان، ديفيد بايمر، جولي آن روبنسون، تريشيا بروك، وسيث مان. واصل داني لوكس منصبه كـ مؤلف الموسيقي الرئيسي للمسلسل، بينما عمل هربرت ديفيس وتيم سورستيد وآدم كين كـ مخرجين سينمائيين لهذا الموسم. كما استأنف كل من سوزان فيل وإدوارد أورنيلاس مناصبهم كـ محررين، مع إنضمام بريانا لندن إليهم، والتي تركت المسلسل بعد تسع حلقات. وقعت مسؤولية اختيار الممثلين منذ بداية المسلسل على ليندا لوي وجون بريس. تولى دونالد لي هاريس مسؤولية فريق الإنتاج التصميمي، وذلك بعد رحيل لورانس بينيت، ثم انضمت إيمي بي أنكونا وبراندي ديل أرينجا لفريق الإنتاج التصميمي، حيث عمل كل منهما على عشر حلقات.
تولت كارين بروك قيادة طاقم ديكورات المسلسل، في حين تولت ليندا م.باس قسم تصميم الأزياء، والتي غادرت العرض في نهاية الموسم، بعد أن تم استبدالها بميمي ميلجارد. وكان مسؤول المكياج هو رئيس قسم التجميل نورمان تي ليفيت، مع الميكاب ارتيست بريجيت بوجايونج. تألف فريق تأثيرات المكياج الخاصة من: توماس آر بورمان، باري دريباند-بورمان، وبارت ميكسون. عملت ارلين خافيير كمصففة الشعر الرئيسية للموسم الثاني. ومن ضمن فريق عمل الميكاب ارتيست الآخرون الذين ساهموا في الموسم الثالث هم فنسنت فان دايك، آلان هولت، وكريستوفر باين. كارلا كوروين في منصب مدير إنتاج الوحدة (الشخص المسؤول عن إدارة أو إنتاج عمل سينمائي) ومشرفة ما بعد الإنتاج جوي راموس، اللذان غادرا السلسلة في نهاية الموسم، وحل محلهما جيف رافنر، ومدير الإنتاج تشاد ألبير، والمدير التنفيذي للإنتاج تيم هيربس تريث. كما واصل كل من: لورا بيتيكورد، وشون هانلي، وكريس هايدن العمل كـ مساعدين مخرج للمسلسل في الموسم الثاني أيضاً. تألف القسم الفني من بوب هوفمان، ستايسي دوران، بروس بورسي، مدير مجموعة الديكور جوزيف دبليو جرافمولر، أنجيلا م.ويتينغ خبيرة الإكسسوارات، ومدير العمال فيرن هاموند، أنجيلا تروجيلو منسق قسم الفن، كيرت جونز منسق البناء، إيفون غارنييه-هاكل مصممة الديكور، رئيس عمال المسرح توم تالي، والرسام فورمان أليكس طومسون. انضمت الرسامة شيلي أداجيان لطاقم عمل القسم الفني بالإضافة إلى اندرو ألين-كينغ، ولاجين بويشي. علي الرغم من أن الثلاثي قد ترك العمل بعد انتهاء الموسم.عاد جميع أعضاء قسم الصوت الموسم الأول للعمل في الموسم الثاني أنتوني توريتو محرر الصوتيات، مارك ماكبرايد محرر الفولي ارت، ستايسي مايكلز الفولي ميكسر، كيفين مالوني حامل ذراع الصوت، تود لانجر المنسق النهائي للصوت المسجل.

### الكتابة والتصوير
تم تصوير الموسم بشكل أساسي في لوس أنجلوس، كاليفورنيا. فيشر بلازا، وهو مبنى المقر الرئيسي لشركة الإعلام فيشر كوميونيكيشنز، محطات كومو الإذاعية والتلفزيونية التابعة لشركة فيشرز اي بي سي في سياتل، كما قد أُخذت بعض اللقطات الخارجية لمستشفى سياتل غريس ميرسي ويست، مثل مشاهد هبوط طائرات الإسعاف على مهبط طائرات الهليكوبتر، مما يضع مقر مستشفى سياتل غريس بالقرب من سبيس نيدل الواقع مباشرة عبر شارع من فيشر بلازا، وقطار سياتل المعلق، وغيرها من المعالم المحلية. على الرغم من أن المستشفى المستخدم في معظم اللقطات الخارجية والعديد من اللقطات الداخلية لا يقع في سياتل، بل ف نورث هيلز، كاليفورنيا، مركز في اي سيبولفيدا للرعاية المتنقلة. وقد سُجلت معظم المشاهد بشكل أساسي في استوديوهات بروسبكت الواقعة بـ لوس فيليز، لوس أنجلوس، وكان التصوير يتم على مقطعين أحدهما بـ المستشفى، في حين صُورت المشاهد الخارجية في حديقة وارن جي ماجنوسون في سياتل. معظم الأدوات المستخدمة في التصوير هي أدوات طبية حقيقية مثل جهاز التصوير بالرنين المغناطيسي. أُعجب مديرين أي بي سي التنفيذيين بأداء سارة راميريز المسرحي في سبامالوت والذي جذب انتباههم بشدة، وهو الأمر الذي جعل الشبكة تعرض على راميريز دوراً في أي مسلسل تلفزيوني على شبكة أي بي سي من اختيارها، حيث اختارت في نهاية الأمر مسلسل تشريح غراي. وأوضحت راميريز أن المنتجين قد أحبوها عند قيامها باداء الاختبار الأولي وكانت لديهم نية لإضافتها إلى العرض، لكنهم لم يعرفوا ما الدور الذي سوف تلعبة. قالت راميريز أيضاً انها شعرت بالرهبة عندما قال لها المسؤولين التنفيذيين، «اختاري عرض، أي عرض!»، وهو ما اعتبرته تصريحاً نادراً. ظهرت شخصية كالي توريس والتي أدتها راميريز بصورة متكررة طوال الموسم الثاني، وقد تم تصوير كالي على أنها معجبة بجورج أومالي. لم يُعجب الجمهور بالظهور الأول لشخصية توريس، بسبب اعتراضها لعلاقة جورج وجراي. وعندما سئلت راميريز عن رأيها بخصوص ذلك هذا قالت:«أنت تصادف الكثير من الأشخاص الذين تعلقوا بالقصة بشدة. لذا من الواضح أنني سمعت بعض الأشياء السلبية.» عندما ناقشت كاثرين هيغل علاقة إزي ستيفنز مع أليكس كاريف، قالت أن شخصيتها ساذجة بما يكفي لتصدق أنها تستطيع إنقاذه، وتقييم ذلك: «حتى عندما كانت أليكس حقيبته القذرة، غفرت له وقامت بإعطائه فرصة أخرى. وقد دمرها حقاً». وصفت الكاتبة ستايسي ماكي انتقال إيزي من حب أليكس إلى حب المريض ديني دوكيت بأنه مثل «كارما»، حيث قام أليكس بمعاملة إيزي بشكل سيء في السابق، ومع ذلك عندما بدأ يدرك مشاعره الحقيقية، أُجبر على مشاهدتها وهي تشرع في علاقة حب مع ديني والتي قالت عنه أنه «وسيم بلا شك وساحرة تماما». علق كاتب المسلسل بليث روب على علاقة إيزي وودينيى قائلاً: «أحب الطريقة التي تضيء بها إزي عندما تكون حوله. أحب علاقتهما لأنها نقية وصادقة وخالية تماما من الألاعيب». ولاحظت الكاتبة إليزابيث كلافيتر أن إيزي «يبدو أنها تضحي بسمعتها بسبب مشاعرها تجاه ديني». عندما قامت إيزي بمفاقمة حالة ديني عمداً بإزالة اسمه من قائمة المرشحين لزراعة الأعضاء، تساءل كاتب السلسلة مارك وايلدنج عن أخلاقيات الإجراءات، متسائلاً: «هل إيزي سيئة لفعلها ذلك؟ هل هي غير مسؤولة بشكل كبير؟ لقد قامت بقطع علاقة حبها هل عملها ذلك مفهوم؟». وعند مناقشة مؤلفة المسلسل شوندا رايمز أزياء الممثلين في المشهد الذي يتجمعون فيه حول فراش موت ديني، موضحه: «ميريديث وكريستينا وأليكس وجورج وكالي، الجميع يرتدي ملابس لكن ليس لحفلة موسيقية، بل من أجل جنازة. الجميع بألوان داكنة، الجميع يرتدون ملابس حزينة. كما لو كانوا في حداد. فقط إزي هي من كانت ترتدي اللون الوردي السعيد. فقط إزي هي من تبدو وكأنها لم تكن تعلم أن هذا قادم».

### طاقم التمثيل

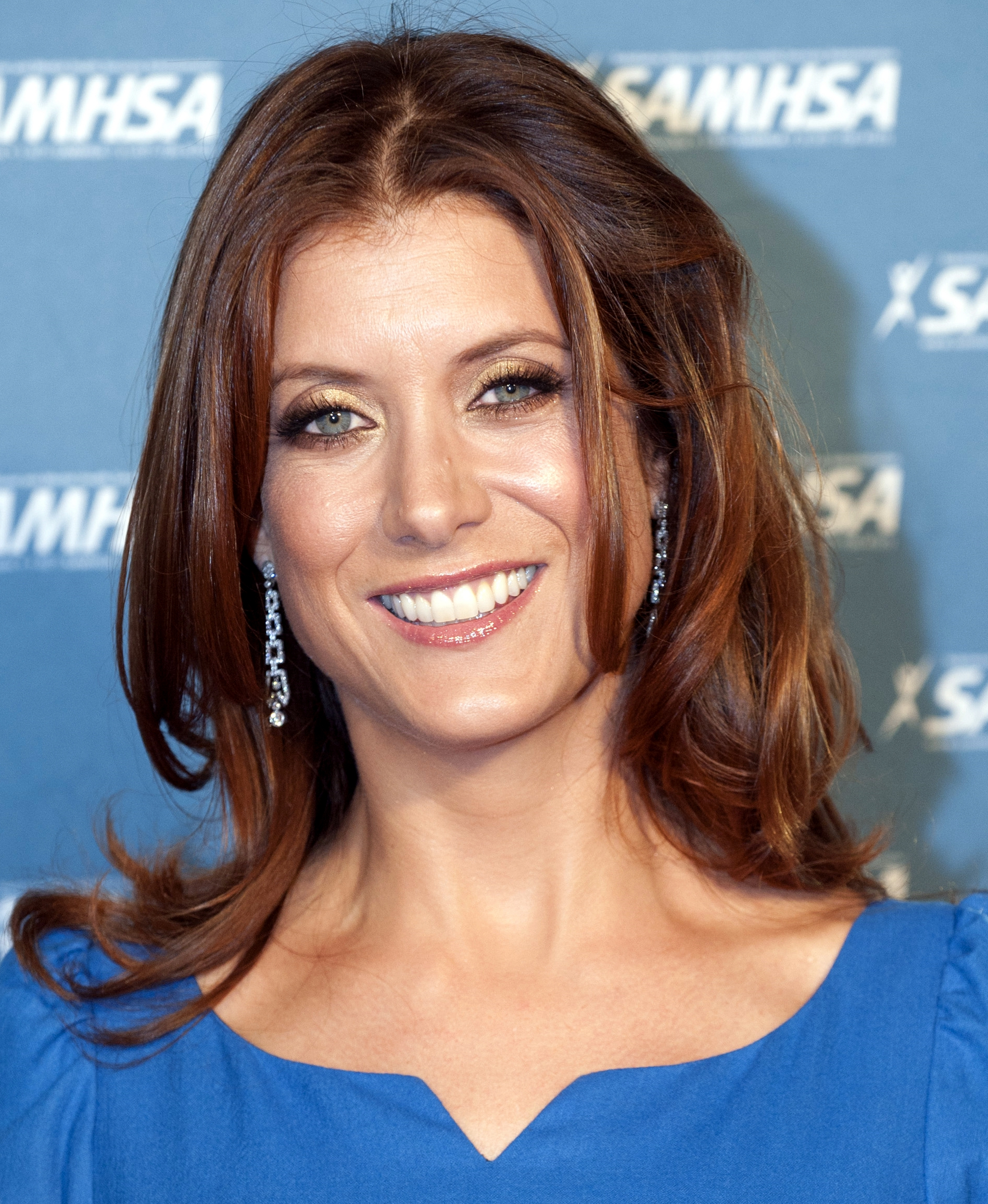
أصبحت واليش شخصية رئيسية في العمل في الحلقة السابعة من الموسم الثاني، بعد أن كانت ضيفة شرف.

تلقي عشرة ممثلين أجر نجوم من أصل التسعة الذين تلقوا نفس الأجر في الموسم الأول. تعمل جميع شخصيات المسلسل التي ظهرت بصورة منتظمة ك أطباء جراحيين في مستشفى سياتل غريس الخيالي المتخصص في الجراحة. شخصية ميريديث جراي بطلة المسلسل وراوية القصة، والتي أدت دورها إيلين بومبيو، حيث تكافح في هذا الموسم لموازنة صعوبات الحياة المهنية التنافسية التي اختارتها، وخلفيتها الشخصية المضطربة. كريستينا يانغ والتي جسدتها شاندرا أوه، وهي شخصية تنافسية والتي تقوم بإجهاض طفلها بمجرد أن تبدأ في قبول أمومتها القادمة. ايزي ستيفنز والتي لعبت دورها كاثرين هيغل، وهي عارضة أزياء سابقة والتي مازالت تكافح من أجل الإعتراف بها كطبيبة. أليكس كاريف والذي أدى دوره جاستين شامبرز، والذي بدأ في تطوير جانب عاطفي من شخصيته، بعد أن تم تقديمه على أنه مغرور وأناني. جورج أومالي جسد دوره تي آر نايت، وهو متدرب متزعزع يزداد انعدام ثقته بنفسه بسبب مشاعر الحب غير المشتركة تجاه ميريديث جراي. يتم الإشراف على المتدربين بواسطة المُقيمة الإِدارِية ميرندا بيلي والتي أدت دورها الممثلة شاندرا ويلسون، وهي امرأة مُنظبطة مُلقبة بـ «النازية» لفظاظتها وبرودها. الدكتور ريتشارد ويبر (جيمس بيكينز جونيور) في قيادة القسم الجراحي. كما يعمل في القسم الجراحي أيضاً الدكتور بيترسون بورك (ايشيا واشنطن) والذي علم أن كريستينا التي أقام معها علاقة جنسية حامل بطفله. ديريك شيبرد (باتريك ديمبسي) الذي تدور حوله أحداث الموسم الثاني لعلاقة حبه مع ميريديث وظهور زوجته السابقة في الأحداث. ومن ضمن الضيوف المميزين: إليس والده ميريدث، التي قامت بدوره كيت بيرتون، والممرضة أولفيا هاربر والتي لعبت دورها الممثلة سارة أوتروباك، والتي لديها هاجس حب بـ أليكس وجورج، أديسون مونتغمري زوجة ديريك المنفصلة عنه والتي تصبح  شخصية رئيسية في العمل، لعبت دورها الممثلة كيت والش.
تم إعطاء العديد من الشخصيات الداعمة مشاهد موسعة ومتكررة في هذا الموسم. ظهرت سارة راميريز في تسعة حلقات بدور كالي توريس المقيمة في جراحة العظام، وهي شخصية تم تقديمها على أساس أنها تطور اهتمام بالحب من شخصية جورج أومالي. ظهر ستيفن دبليو بيلي في بصورة متكررة عن دور النادل جو، والذي غالباً ما يتم ظهوره على أنه أحد المقربين من الجراحين في مستشفى سياتل جريس. لعب فين داندريدج دور الطبيب البيطري كريس أودونيل، الذي أصبح حبيب ميريديث جراي. واصلت الجراحة الشهير إليس جراي (كيت بيرتون)، والدة ميريديث التي تعاني من مرض الزهايمر الظهور في دورها المتكرر منذ الموسم الأول. بروك سميث (إيريكا هان) جراح القلب في مستشفى سياتل، الذي كان منافساً لبريستون بيرك منذ أن كانوا معاً بكلية الطب.

## استجابة المسلسل من قبل المجتمع

### التقييمات

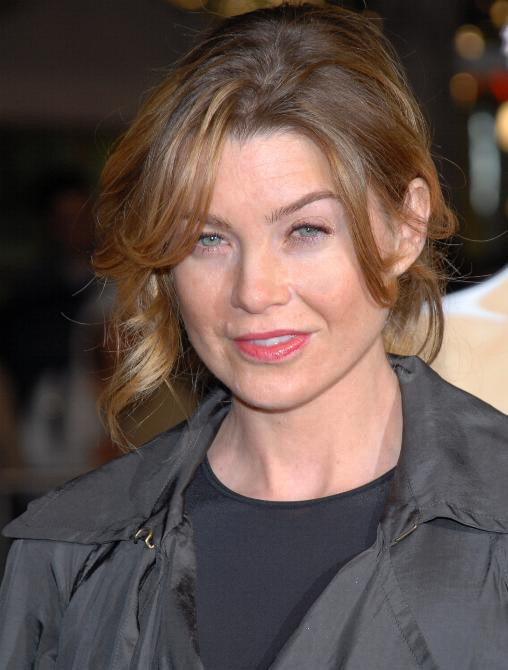

كان من المخطط أن تكون الحلقات الخمس الأولى ضمن الموسم الأول، ووفقاً لريميس فإن الجمهور يستحق أن ينتهي الموسم بأفضل شكل منتهياً بتلك الحلقة حيث أن قدوم زوجة ديريك المنفصلة للمسلسل يتناسب تماماً مع ذلك. تلقى الموسم إشادة كبيرة من  قبل النقاد، والذي كان أداؤه أفضل من الموسم الأول. نظراً لنجاح الموسم الأول، أستمر بث المسلسل في الفترة الليلية من كل أحد مع مسلسل ربات بيوت يائسات، حيث حل «تشريح جراي» محل «بوسطن ليغال». بلغ متوسط نسب مشاهدة الموسم الثاني 21.07 مليون مشاهدة، الأمر الذي جعله الموسم الأعلى تقييماً للمسلسل في ذلك الوقت. احتل الموسم الثاني المرتبة الخامسة في الموسم التلفزيوني 2005-2006. كما تضمن الموسم على الحلقة الأعلى تقييماً بالمسلسل «إنها نهاية العالم» والتي شاهدها 37.88 مليون مشاهد.

## إصدارات الدي في دي
| Grey's Anatomy: The Complete Second Season - Uncut                                                                                         | | | | | |
| Set Details | Set Details | Set Details | Special Features | Special Features | Special Features |
| - 27 episodes (4 extended) - 6-disc set - 1.78:1 aspect ratio - English (Dolby Digital 5.1 Surround) - Subtitles: English, French, Spanish | - 27 episodes (4 extended) - 6-disc set - 1.78:1 aspect ratio - English (Dolby Digital 5.1 Surround) - Subtitles: English, French, Spanish | - 27 episodes (4 extended) - 6-disc set - 1.78:1 aspect ratio - English (Dolby Digital 5.1 Surround) - Subtitles: English, French, Spanish | - Four Extended Episodes – Expanded and Uncut - The Softer Side of Dr. Bailey – Up-Close Interview With Chandra Wilson - The Doctors Are In – Stars Answer Fans' Most Burning Questions - Deleted Scenes - Exclusive Set Tour - Creating "Pink Mist" – Anatomy Of A Special Effect - Grey's Anatomy on Jimmy Kimmel Live! | - Four Extended Episodes – Expanded and Uncut - The Softer Side of Dr. Bailey – Up-Close Interview With Chandra Wilson - The Doctors Are In – Stars Answer Fans' Most Burning Questions - Deleted Scenes - Exclusive Set Tour - Creating "Pink Mist" – Anatomy Of A Special Effect - Grey's Anatomy on Jimmy Kimmel Live! | - Four Extended Episodes – Expanded and Uncut - The Softer Side of Dr. Bailey – Up-Close Interview With Chandra Wilson - The Doctors Are In – Stars Answer Fans' Most Burning Questions - Deleted Scenes - Exclusive Set Tour - Creating "Pink Mist" – Anatomy Of A Special Effect - Grey's Anatomy on Jimmy Kimmel Live! |
| Release Dates | | | | | |
| Region 1 | Region 1 | Region 2 | Region 2 | Region 4 | Region 4 |
| September 12, 2006 | September 12, 2006 | May 28, 2007 | May 28, 2007 | January 10, 2007 | January 10, 2007 |